# La Goualeuse
Pour plus de détails, voir Fiche technique et Distribution.
La Goualeuse est un film français de Fernand Rivers sorti en 1938, avec Lys Gauty dans le rôle de la « goualeuse », une chanteuse de rue.

## Synopsis
Un père se laisse accuser du meurtre d'un maître-chanteur pour sauver son fils qui est le véritable assassin. Mais celui-ci est obligé d'avouer, et se suicide dans sa cellule.

## Fiche technique
- Réalisation : Fernand Rivers
- Scénario : Ludovic Halévy, Jean Guitton, Georges Marret
- Musique : Norbert Glanzberg, Gaston Groener, Joseph Kosma
- Directeur de la photographie : Jean Bachelet
- Montage : Jacques Desagneaux
- Format :  Son mono - Noir et blanc - 35 mm  - 1,37:1
- Genre : Film dramatique
- Durée : 90 minutes
- Date de sortie : 28 octobre 1938

## Distribution
- Lys Gauty : Marie-Jeanne, la Goualeuse
- Constant Rémy : André Laubier
- Jean Martinelli : Pierre Duchemin
- Marguerite Pierry : Adélaïde Pastoureau
- Francine Bessy : Marcelle Laubier
- Dorville : Baduchard
- Carlotta Conti : Marthe de Servannes
- Solange Varenne : Églantine
- Liliane Lesaffre : Julienne
- Arthur Devère : Pastoureau
- Rivers Cadet : Filochet
- Maurice Dorléac : L'avocat
- Roger Monteaux : Le juge
- Edmond Roze : Firmin Broustel
- Armand Lurville : Le président des assises
- André Marnay : L'avocat général
- Marcel Loche : Un policier
- Hugues de Bagratide : Un juré
- Louis Frémont : L'inspecteur
- Henri Trévoux : Le deuxième inspecteur
- Robert Tourneur : Le troisième inspecteur
- Henri Niel : Un garde
- André Carnège : Le secrétaire